# Leksične študije
Eno najbolj dinamičnih področij raziskovanja v psihologiji osebnosti v zadnjih dveh desetletjih je raziskovanje osebnostne strukture. Čeprav se še vedno pojavljajo razprave v zvezi z optimalno strukturo osebnostnih lastnosti, se večina raziskovalcev te tematike strinja, da mora biti rešitev v večji meri pridobljena iz leksičnih študij psihološke strukture. Glede na leksični pristop je večina dimenzij osebnosti zastopanih v skupinah pridevnikov govorjenega jezika.
Natančneje lahko leksični pristop opredelimo z leksično hipotezo, ki pravi, da postanejo najpomembnejše osebnostne lastnosti, glede na katere se ljudje razlikujemo med seboj, sčasoma kodirane v jezik. Goldberg še dodaja, da pomembnejša kot je ta razlika, več ljudi bo o njej govorilo, kar pa pripelje do tega, da pričnejo ljudje za to razliko uporabljati določeno besedo. Iz leksikalne hipoteze sledi, da raziskovalci od vseh pridevnikov, ki opisujejo osebnostno lastnost, izberejo tiste, ki zagotovijo primeren opis te lastnosti. Ta izbor je bil v zadnjih nekaj desetletjih osnova za veliko raziskav na področju osebnosti. 
Kot rečeno, predstavlja leksični pristop osnovo za opredelitev različnih osebnostnih lastnosti, ki so tako pomembne, da jih omenjamo v vsakdanjem govoru. Ashton in Lee menita, da ni glavna prednost leksičnega pristopa samo ta, da pomaga raziskovalcu sestaviti obsežen izbor besed, ki poimenujejo določeno lastnost, ampak predvsem to, da predstavlja strategijo za odkrivanje najpomembnejših razlik med posamezniki.
V psiholeksičnem pristopu se torej največkrat uporabljajo slovarji, saj predstavljajo otipljiv seznam vseh besed, ki opisujejo osebnostne lastnosti. Prednost slovarja je v tem, da ga je sistematično nadzorovalo več generacij leksikografov, njegova pomanjkljivost pa, da gesla v slovarju ne nudijo informacij o uporabi besede v določenem kontekstu. Prav tako ne nudi dovolj informacij o različnih niansah, kontekstih in posebnostih. 

## Zgodovina raziskovanja osebnosti
Kakor hitro so se začeli v modernem času psihologi na novo ukvarjati s problematiko osebnosti, so začutili potrebo, da bi si ustvarili bolj urejeno in pregledno podobo o osebnostnih pojavih. Besedne oznake so nato vzeli kot izhodišče svoje osebnostne analize – leksični ali leksikografski pristop. V jezikovnem kodiranju izrazov za opisovanje osebnosti se odraža ljudska modrost. Prvi, ki se je lotil branja le te je Francis Galton, nato so prednjačili nemški raziskovalci, ki so se jim pridružili še ostali. Pomembnejše klasifikacije osebnostnih lastnosti zasledimo pri Klagesu (1927), Baumgartenu (1933), Mc Dougallu (1932), Eysencku (1947, 1970), Cattellu (1957) in Guilfordu (1959).
Ludwig Klages je že v tridesetih letih prejšnjega stoletja predlagal, da bi lahko z jezikovnimi analizami lahko izboljšali poznavanje osebnosti. Franziska Baumgarten se je strinjala z njim in se naloge lotila neposredno. Preizkusila je vrsto besed, ki v nemškem jeziku označujejo osebnostne lastnosti. Njeno delo so nato nadaljevali ameriški psihologi. Allport in Odbert sta v svoji analizi zajela osebnostne izraze, ki jih je vseboval Webstrov angleški besednjak. Začetno število osebnostnih izrazov je skoraj preseglo število 18.000. Po izločitvi manj znanih in nepomembnih osebnostnih oznak, velikega števila sinonimov in pomensko prekrivajočih se izrazih si se raziskovalci osredotočili na bistveno manjše število najpomembnejših osebnostnih lastnosti. 
Raziskovalci leksične teorije osebnosti so se v zadnjih letih začeli posluževati emičnega pristopa, ki se ukvarja s kulturo v njenem kontekstu, in je nasproten etičnemu pristopu, ki je bolj primerjalne narave. Njihov namen je namreč identificirati prvinske dimenzije osebnosti v različnih sociokulturnih okoljih. Emični pristop naj bi bil bolj primeren in učinkovit, saj raziskuje osebnost znotraj kulturnega sistema in dovoljuje vpliv kulturno specifičnih aspektov osebnosti v jezikovnem okviru.

## Ključne predpostavke leksičnega pristopa
Goldberg in Saucier v svoji pregledni raziskavi navajata osem ključnih značilnosti leksičnega pristopa: 
1) Jezikovne oznake osebnosti se nanašajo na fenotipske in ne genotipske lastnosti ljudi.
2) Najpomembnejše fenotipske lastnosti postanejo kodirane v jezik. 
3) Zastopanost določene osebnostne lastnosti v jeziku je povezana s pomembnostjo te lastnosti. 
4) Leksični vidik raziskovanja osebnosti predstavlja logiko izbora spremenljivk pri raziskovanju osebnosti. 
5) Opis osebnostnih lastnosti in sedimentacija pomembnih medosebnih razlik se v jeziku kažeta predvsem preko pridevnikov.
6) Struktura oziroma zgradba opisov osebnostnih lastnosti v frazah in stavkih je tesno povezana s tisto, ki temelji na posameznih besedah.  Pogosto namreč že z eno besedo (na primer pogumen) opišemo enako, kot bi z več besedami (večinoma sem pogumen).
7) Študije osebnosti se od drugih znanstvenih disciplin razlikujejo po tem, da je pri njih bolj kot pri drugih  primeren leksični pristop. Med mnogimi znanostmi (fizika, kemija in psihologija) le psihologija osebnosti temelji na besedah, ki izhajajo iz vsakdanjega jezika.
8) Najpomembnejše dimenzije v skupinah osebnostnih sodb so najstabilnejše in najbolj univerzalne. Leksični pristop lahko namreč uporabljamo tudi za odkrivanje nenavadnih vzorcev osebnih zaznav v različnih ciljnih opisih in jezikih. 

## Kritike leksičnega pristopa
V zadnjem desetletju je veliko raziskovalcev izrazilo kritike leksičnega pristopa k raziskovanju osebnosti. Najpogostejše kritike so:
1) Pridevniki, s katerimi laiki opisujejo osebnostne lastnosti in razlike med posamezniki, so preveč preprosti, da bi pojasnili številne zapletene, a pomembne osebnostne lastnosti, ki so predmet psiholoških raziskav.
2) Veliko pridevnikov, ki jih ljudje uporabljajo za opis osebnostnih lastnosti, je dvoumnih. Te nejasnosti v pomenu pridevnikov ogrozijo ali celo zmanjšajo njihovo uporabnost. Avtorja pri tem podajata primer Bricka, ki je za dvoumnega označil pridevnik agresiven. Laiki ga namreč uporabljajo za opis nekoga, ki je odločen in išče priložnosti, po drugi strani pa tudi za nekoga, ki je izraža sovražnost, je napadalen. 
3) Za spremenljivke, iz katerih izhajajo faktorji, so večkrat izbrane tiste, ki jih uporabljajo laiki, namesto tistih, ki so uporabljene v strokovni javnosti. Glede na to kritiko, bi bilo bolje, da strokovnjaki izberejo nabor pomembnih spremenljivk za nadaljnjo  faktorsko analizo.
4) Ocenjevalci so po navadi pred-diplomski študentje, ki dajejo samostojne ali vzajemne ocene o znanih pridevnikih, ki opisujejo osebnostne lastnosti. Po tej kritiki, ti laiki ne razumejo ljudi ali vzrokov razlik med ljudmi tako dobro, kot jih poznajo strokovnjaki. Poleg tega naj njihove ocene nebi dobro odražale osebnosti opazovanega posameznika, ampak so ocenjevalčevi zavestni koncepti, ki povečujejo pristranskost ocene. Strokovnjaki naj bi torej kot ocenjevalci podajali bolj natančne objektivne ocene. 
5) Dobljeni faktorji predstavljajo le modele laičnega dojemanja osebnosti. Posledično dimenzije osebnosti, pridobljene z leksičnim pristopom, ne predstavljajo dimenzij osebnosti kot takih, ampak dimenzije zaznavanja posameznikov. Te pa ne odražajo natančno razlik med posamezniki.
6) Pridobljeni faktorji zagotavljajo le tavtološko ali krožno razlago osebnosti. Po tej kritiki je faktor (na primer vestnost) neuporaben v pojasnjevalne namene. Bandura namreč meni, da vestno vedenje ni osebnostna struktura. 
7) Faktorska struktura, pridobljena s pomočjo leksičnega pristopa, ne velja na individualni ravni. Znotraj-osebnih razlik v osebnosti tako ne smemo enostavno povezovati s faktorji, ki vplivajo na medosebne razlike.
8) Leksične študije izpuščajo nekaj pomembnih dejavnikov medosebnih razlik, nekatere vidike psihopatologije in spolnega vedenja.  
9) Pridobljeni faktorji (in lastnosti, ki jih opredeljujejo) zagotavljajo le grobo povprečje vedenj ljudi v različnih situacijah in ne zajemajo sistematične variabilnosti teh ljudi.
10) Dobljene dimenzije predstavljajo skupek ožjih osebnostnih značilnosti. Validacijski kriterij je posledica prekrivanja določenih osebnostnih značilnosti z vedenjem.
11) Leksični pristop ne ponuja nobenih okvirjev za razumevanje procesov, ki so povezani z medosebnimi razlikami. 
12) Dobljene dimenzije so pridobljeno izključno iz eksploratornih metod in ne izhajajo iz vnaprej predvidenih teoretičnih modelov. V nasprotju z leksičnimi študijami, psihobiološki modeli osebnosti temeljijo na določenih opazovanih pojavih (na primer: psihoticizem  je povezan z latentno inhibicijo, iskanje dražljaje pa z ravnjo dopamina).
13) Zadnja kritika se nanaša na to, da podobnih pristopov, kot je leksična metoda, ne opazimo v drugih znanstvenih vedah.  